# Hydraena marginicollis
Hydraena marginicollis es una especie de escarabajo del género Hydraena, familia Hydraenidae. Fue descrita científicamente por Kiesenwetter en 1849.
Esta especie se encuentra en Alabama, Arkansas, Florida, Georgia, Luisiana, Nueva Jersey, Carolina del Norte, Carolina del Sur y Texas. También en Bahamas.